# Bedő
Bedő es un pueblo ubicado en el distrito de Berettyóújfalu, en el condado de Hajdú-Bihar, Hungría.

## Superficie
Posee una superficie de 10,20 kilómetros cuadrados.

## Demografía
Hasta 2019 la población era de 309 habitantes, con una densidad de población de 30,29 habitantes por kilómetro cuadrado.